# Mariabergets fornborg

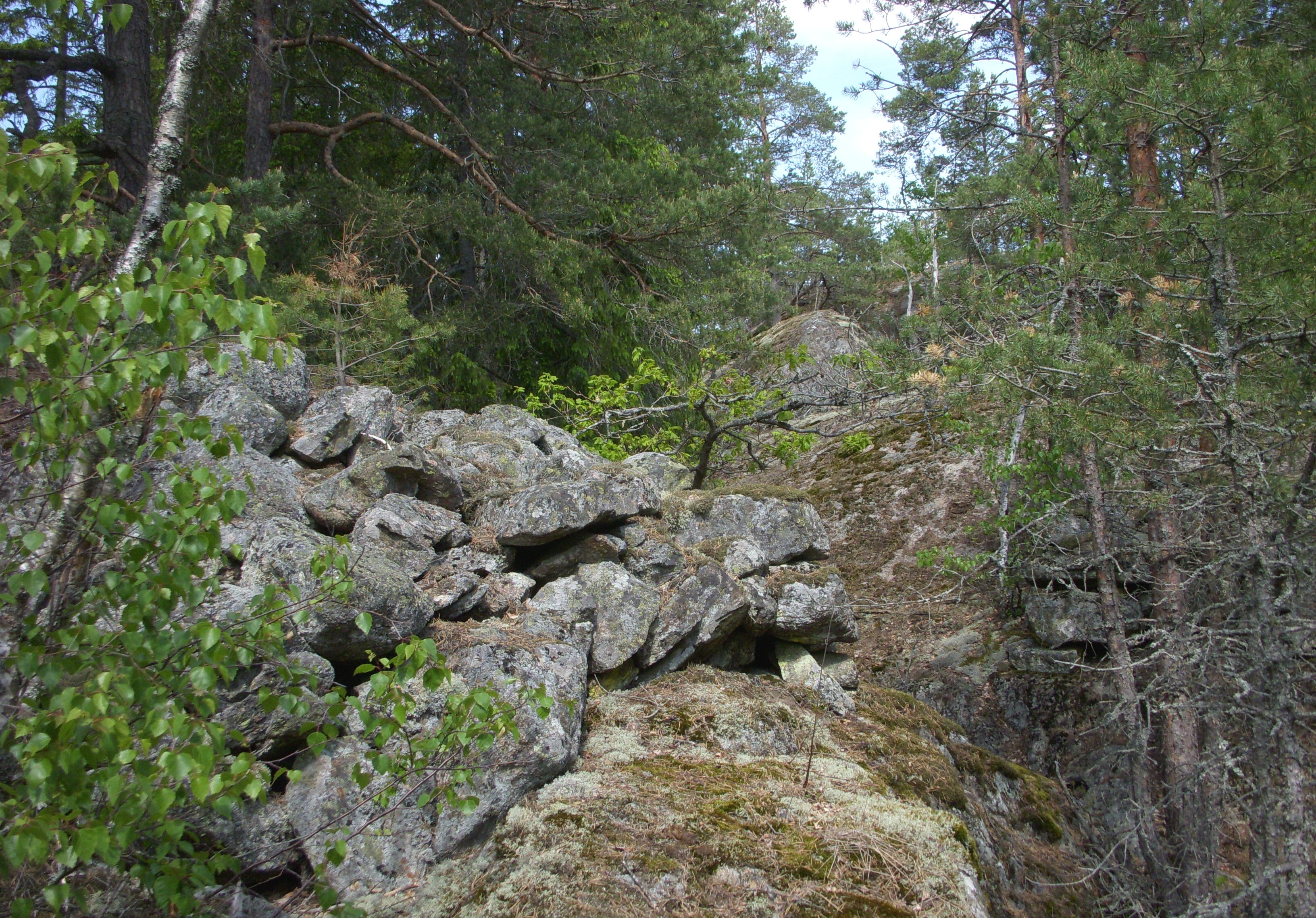
Mariabergets fornborg 2011.

Mariabergets fornborg är en fornborg som ligger vid nordöstra sidan av sjön Ådran i bostadsområdet Östorp och Ådran, Huddinge kommun. 

## Beskrivning
Fornborgen har en storlek av cirka 70x80 meter. Den är belägen på ett högt och klippigt bergskrön med storslagen utsikt över trakten. På den södra sidan finns lite rester av en stenmur. Murens bäst bevarade del består av cirka 0,3–0,4 meter stora stenar, några är dock 0,5 meter och därutöver. Ställvis (särskilt vid ingången) syns spår av kallmurning i intill tre skift av 0,5–1,0 meter stora och kantiga stenar. Muren är där cirka 2,0 meter bred och upp till 1,0 meter hög. Borgen anlades troligen inte som någon befästning utan kan ha fungerat som en kultplats dit endast ett fåtal hade tillträde. 

## Bilder

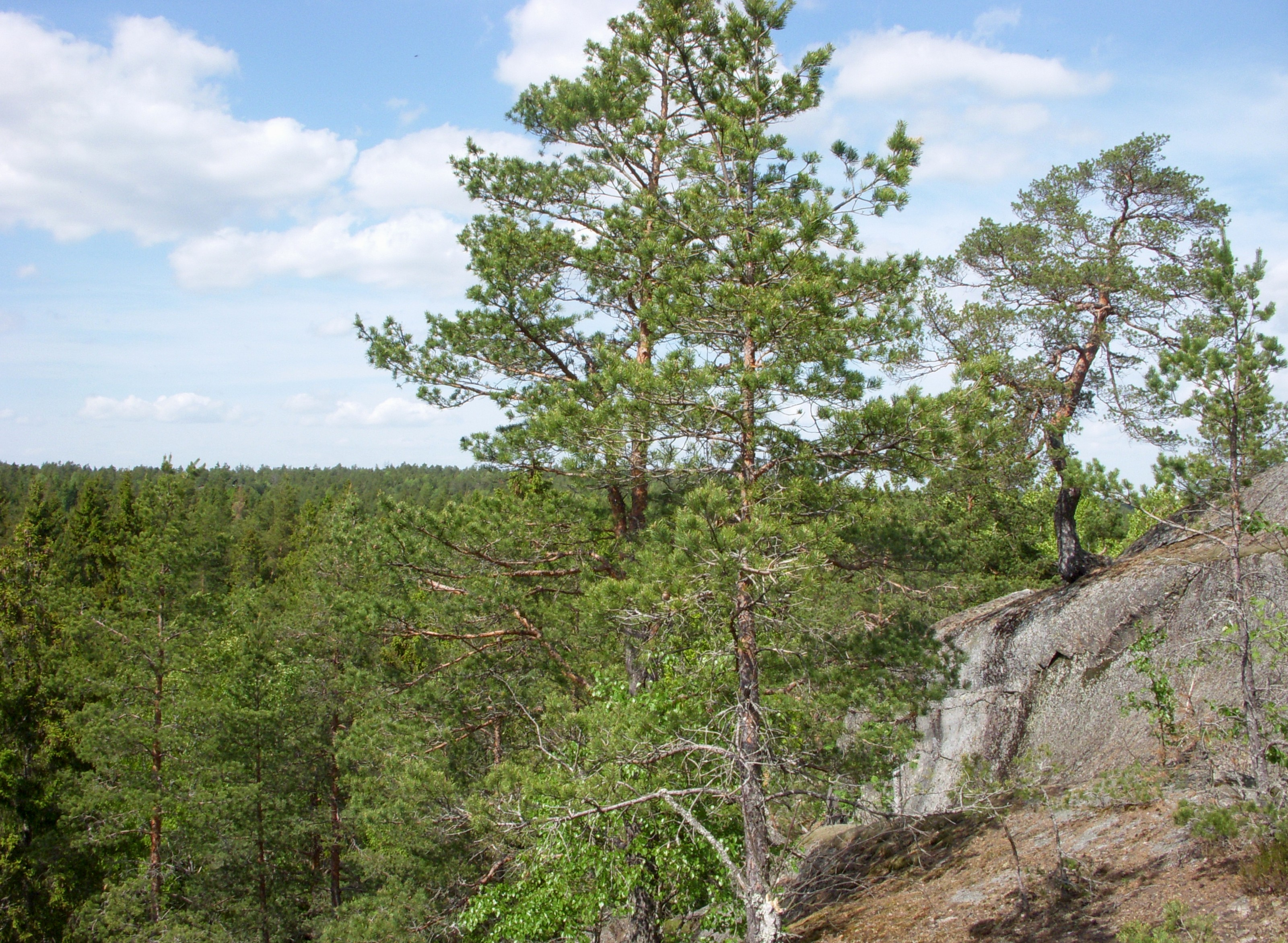
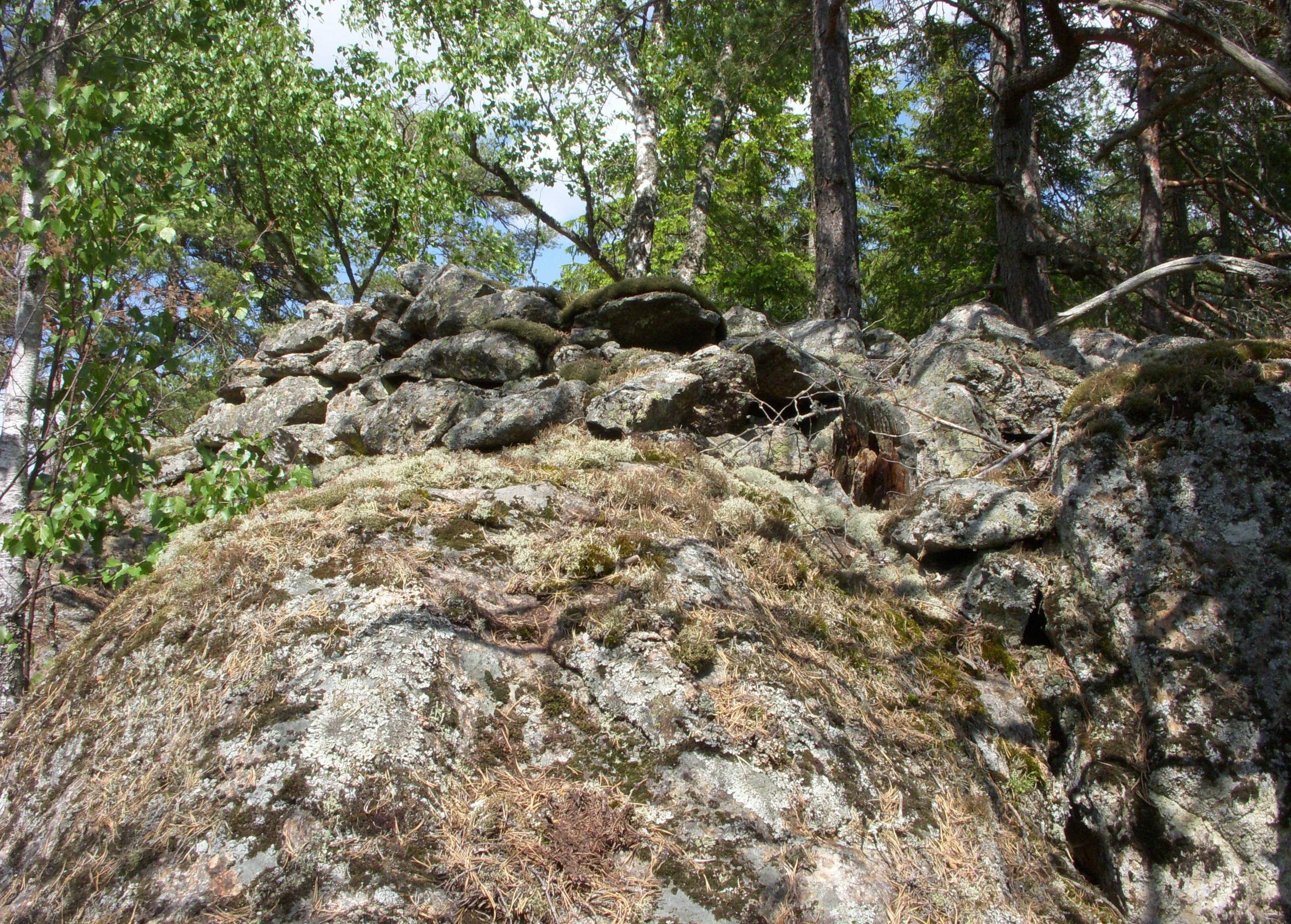
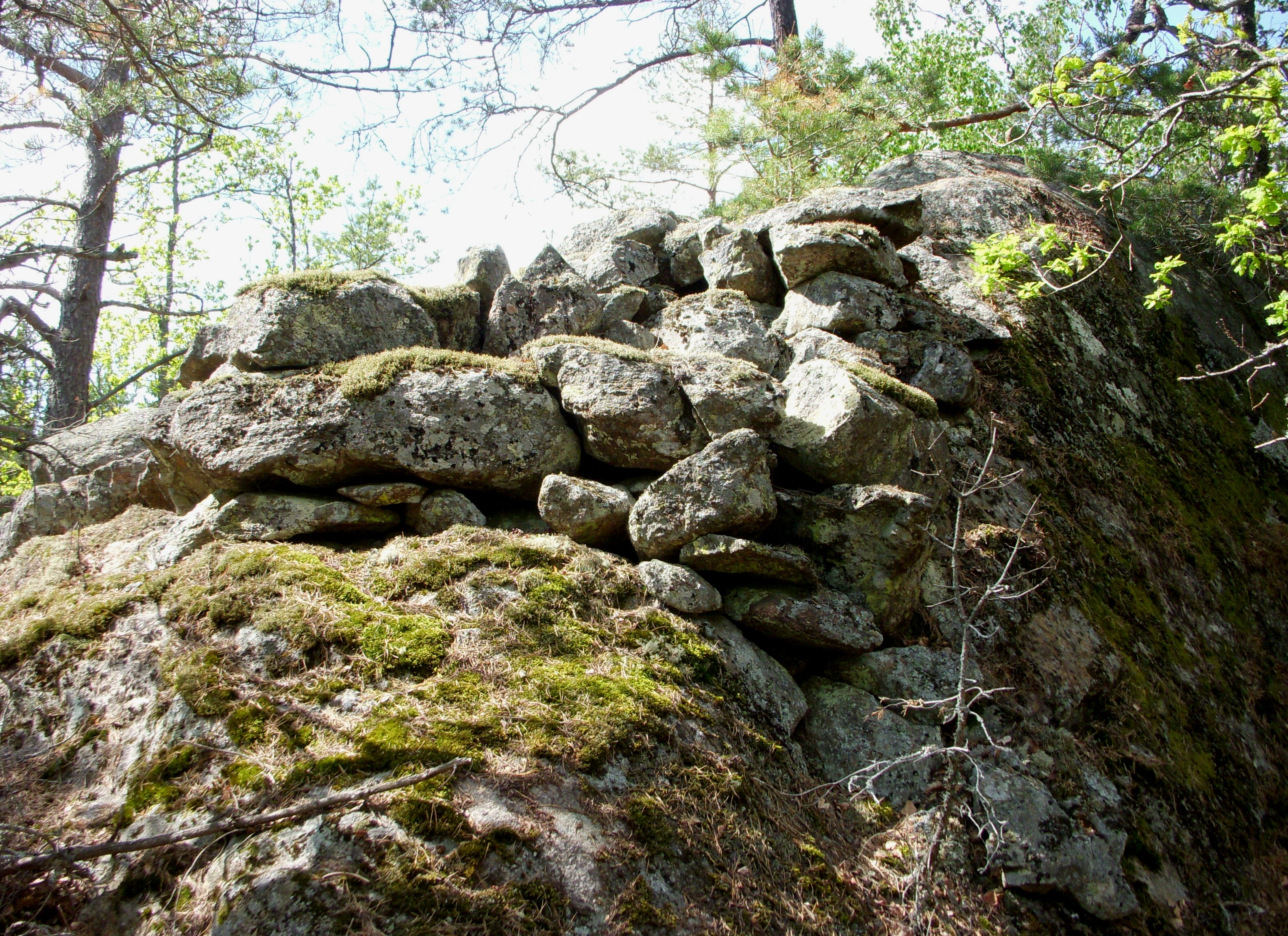
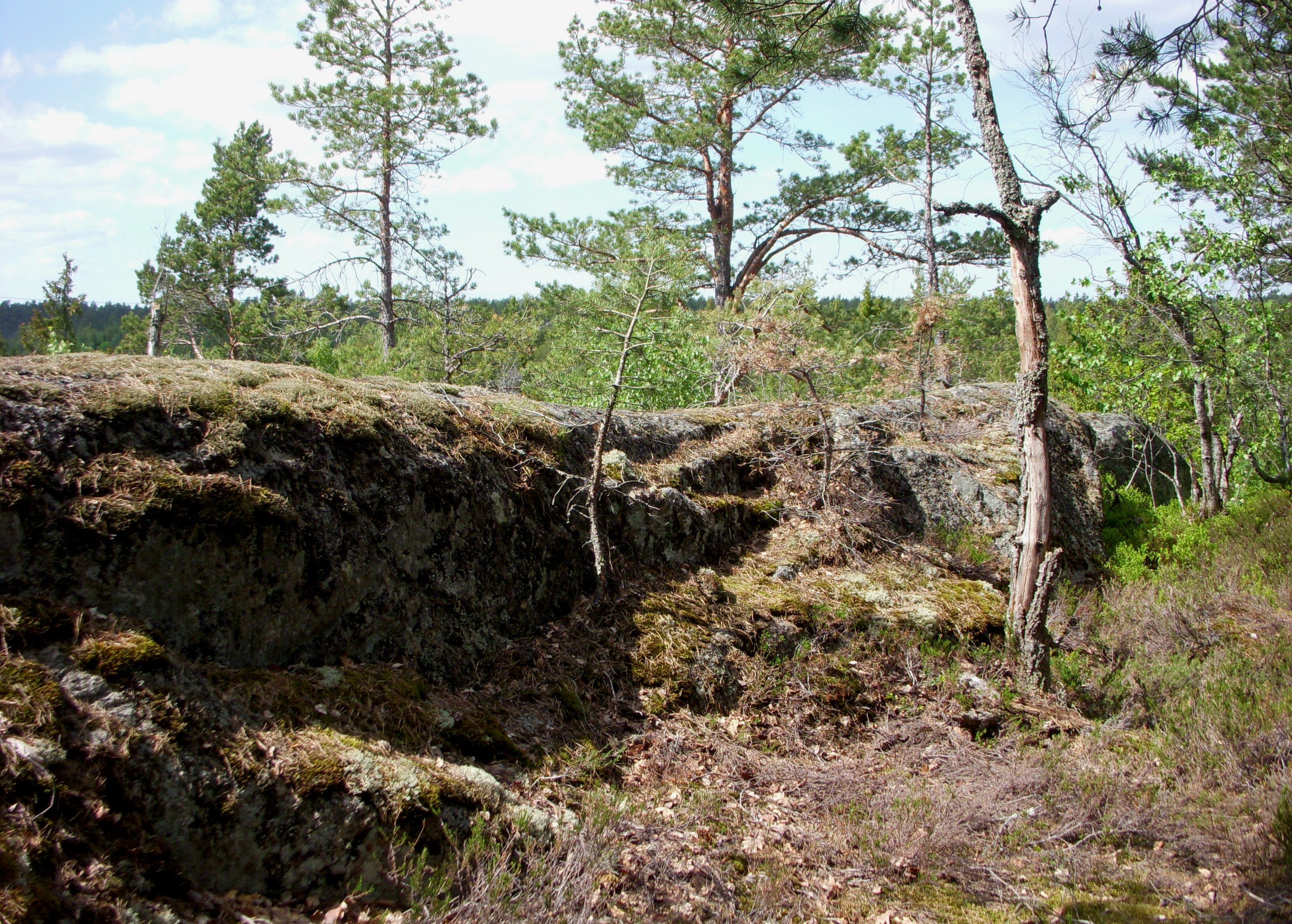